# 布鲁昆巴

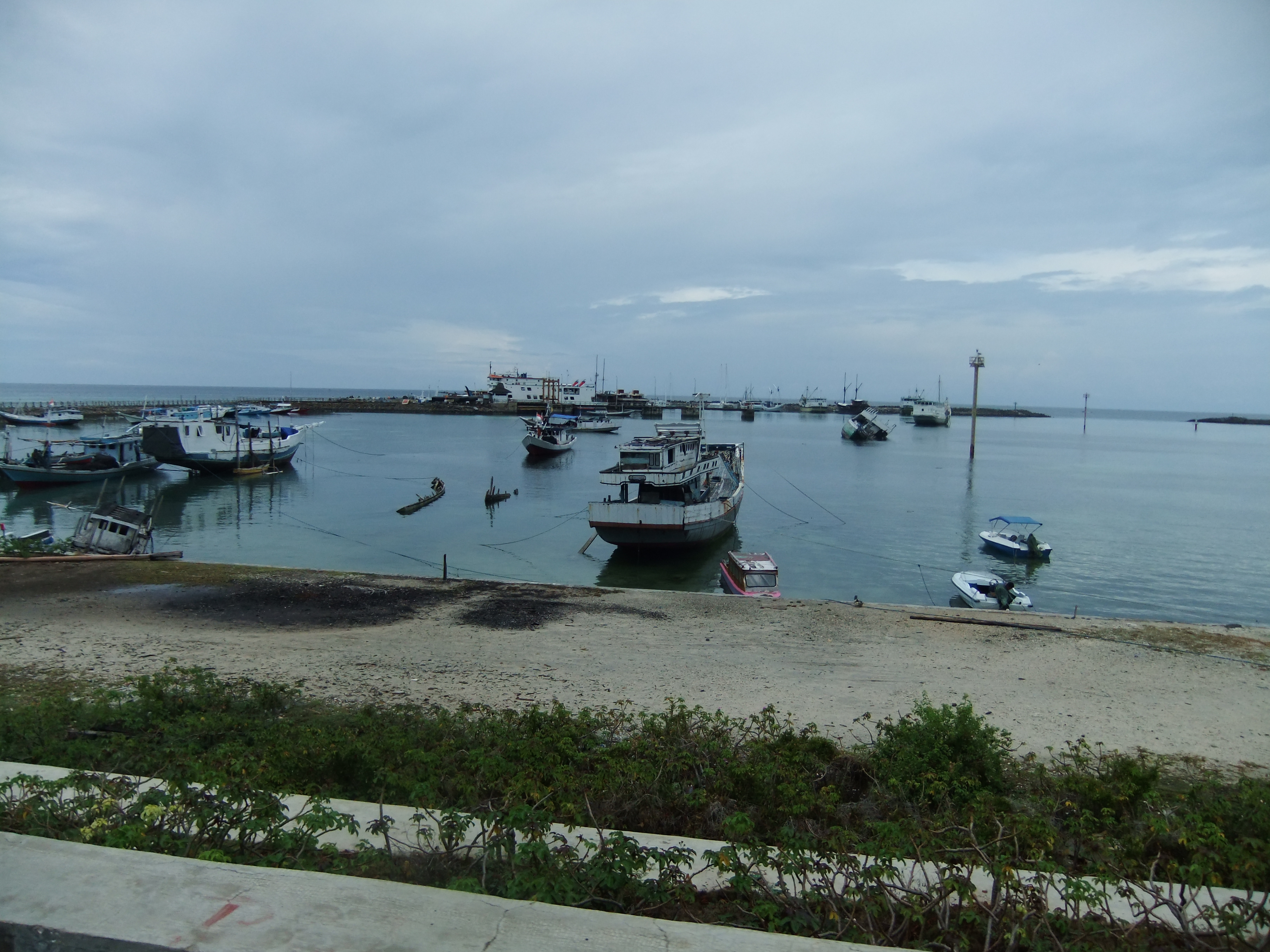
布鲁昆巴的港口

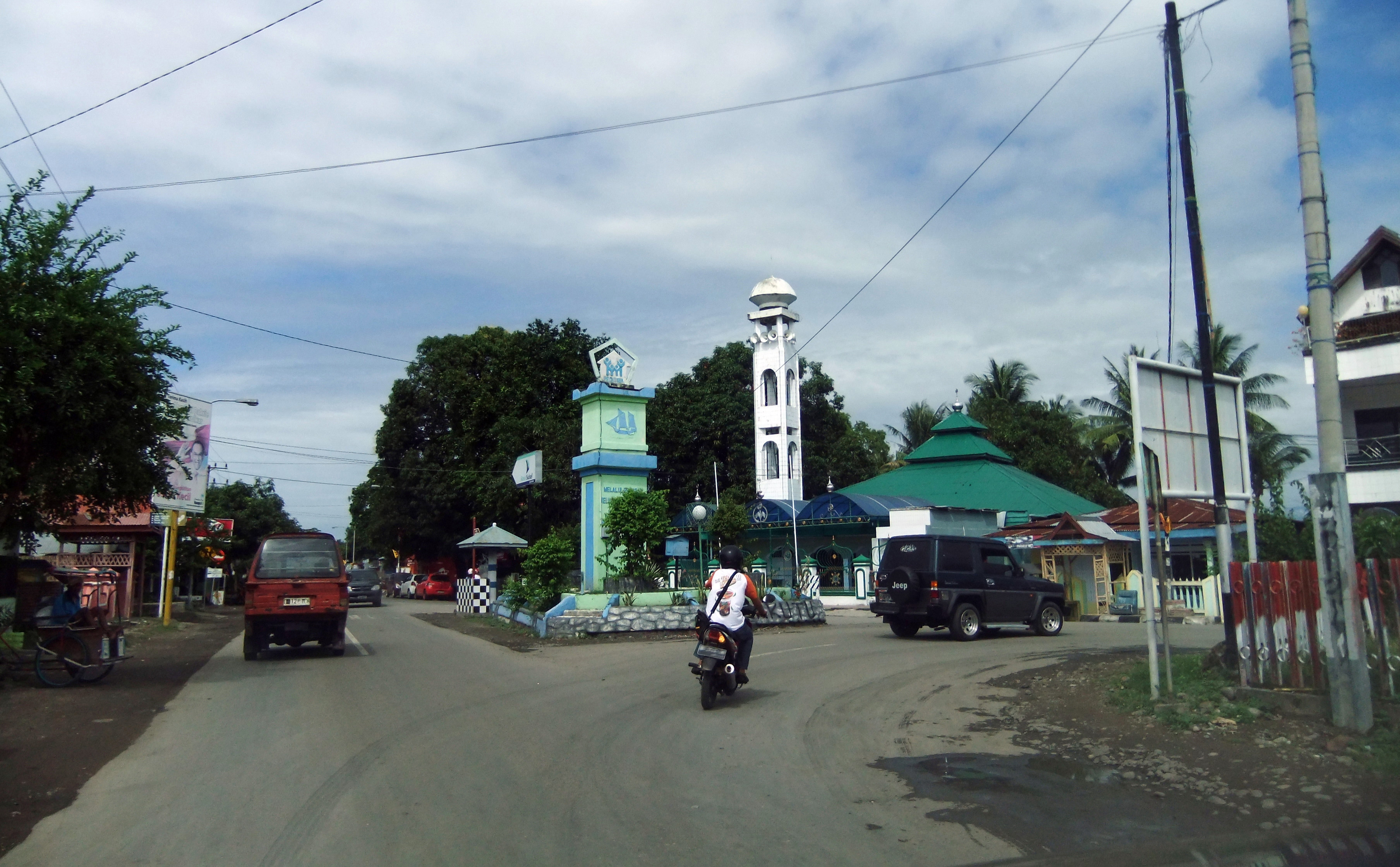
布鲁昆巴的街道

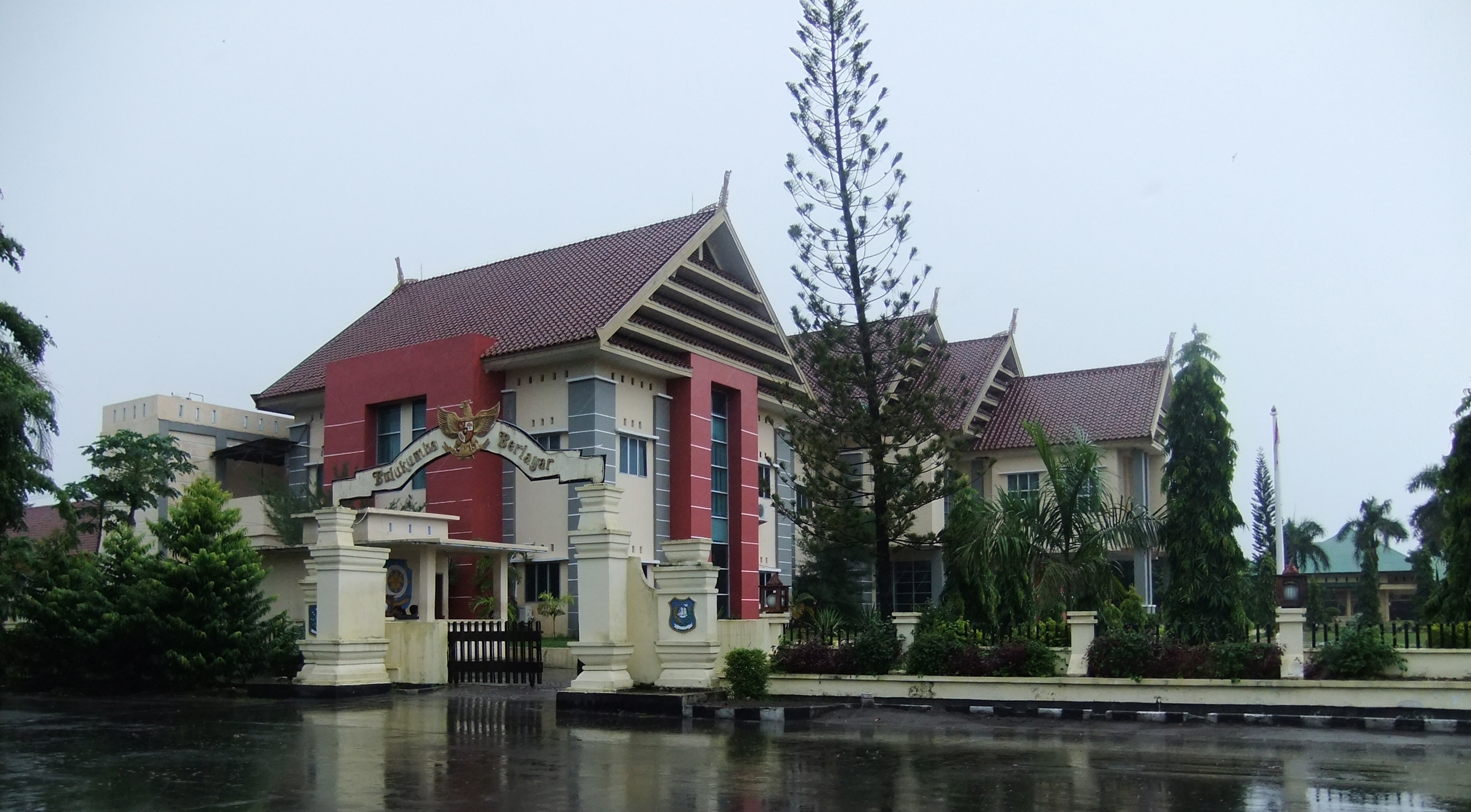
布鲁昆巴县摄政办公室

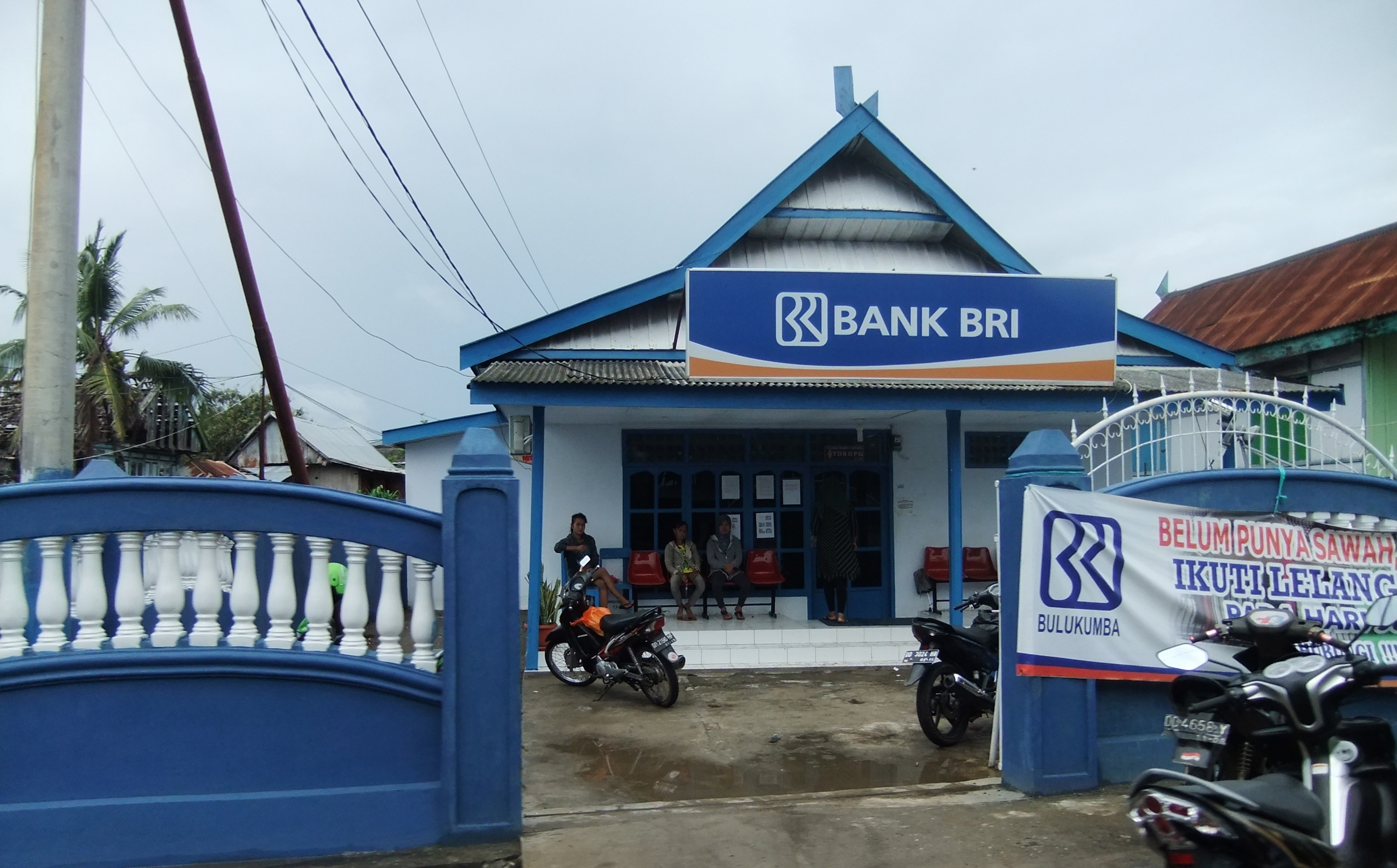
布鲁昆巴的印尼人民银行

布鲁昆巴（Bulukumba）是印度尼西亚南苏拉威西省的一个城镇，是布鲁昆巴县的县治所在，位于苏拉威西岛南半岛东南角。2010年统计，布鲁昆巴所在的Ujung Bulu区（Kecamatan Ujung Bulu）共有47,886人。

## 资料来源
1. ↑  Biro Pusat Statistik, Jakarta, 2011.